# Malin Buska
Malin Kristina Buska est une actrice suédoise, née le 15 mars 1984 à Övertorneå.
Elle est principalement connue par avoir interprété le rôle de Natalie Krajnic dans le film Easy Money : Le Dernier Souffle.

## Biographie
En 2007, Malin Buska est diplômée de l'Académie de Théâtre de Malmö.

### Carrière
En 2011, Malin Buska incarne Katrine dans le film Happy End où elle partage les crédits avec l'acteur Gustaf Skarsgård. Cette même année, Malin est récompensée avec le prix « Rising Star » au Festival de Cinéma de Stockholm.
En 2012, elle interprète le personnage d'Hannah Persson dans le film Prime Time.
En 2013, elle rejoint le casting principal du film Easy Money : Le Dernier Souffle où elle interprète l'étudiante en droit Natalie « Nata » Krajnic, jeune fille du criminel et chef de la mafia serbe Radovan Krajnic (Dejan Čukić), qui se retrouve impliquée dans la vie criminelle lorsque son père est assassiné.
En 2015, elle apparaît dans le film La Reine garçon où elle incarne la reine Kristina. Elle partage les crédits avec l'actrice Sarah Gadon qui incarne la comtesse Ebba Sparre,.
De 2018 à 2022, elle interprète Satu Järvienn dans la série A Discovery of Witches au côté de  Teresa Palmer, Matthew Goode et Owen Teale

## Filmographie

### Cinéma
| Année | Titre                           | Rôle            | Notes |
| ----- | ------------------------------- | --------------- | --- |
| 2010  | Tussilago                       | -               | Court métrage - avec Camaron Silverek et Fredrik Wagner                                                              |
| 2011  | Happy End                       | Katrine         | avec Gustaf Skarsgård, Johan Widerberg, Peter Andersson, Mariah Kanninen et David Dencik                             |
| 2012  | Prime Time                      | Hannah Persson  | avec Malin Crépin, Björn Kjellman, Leif Andrée, Kajsa Ernst, Erik Johansson, Richard Ulfsäter et Moa Gammel          |
| 2013  | Easy Money : Le Dernier Souffle | Natalie Krajnic | avec Joel Kinnaman, Matias Varela, Martin Wallström, Laissent Čukić et Madeleine Martin                              |
| 2013  | Kärlek deluxe                   | Vanja           | avec Moa Gammel, Martin Stenmarck, Andreas La Chenardière, Sarah Dawn Finer, Lotta Tejle, Peter Dalle et Görel Crona |
| 2014  | Flugparken                      | Diana           | avec Sverrir Gudnason, Peter Andersson, Leonard Terfelt et Joar Hennix Raukola                                       |
| 2015  | La Reine garçon (The Girl King) | Reine Kristina  | avec Sarah Gadon, Michael Nyqvist, François Arnaud, Laura Birn, Peter Lohmeyer et Martina Gedeck                     |
| 2016  | Nordic Instinct                 | -               | avec Mikael Persbrandt                                                                                               |

### Séries télévisées
| Année       | Titre                  | Rôle          | Notes                                                          |
| ----------- | ---------------------- | ------------- | -------------------------------------------------------------- |
| 2018 - 2022 | A Discovery of Witches | Satu Järvinen | Rôle principal avec Teresa Palmer, Matthew Goode et Owen Teale |